# Dị thường trọng lực
Trong địa vật lý, dị thường trọng lực (tiếng Anh: gravity anomaly) là sự khác biệt giữa gia tốc quan sát của trọng lực của hành tinh với giá trị trường bình thường, là giá trị trường tính toán được khi khái quát hành tinh theo một mô hình xác định.
Vật lý địa cầu nghiên cứu dị thường trọng lực phục vụ nghiên cứu cấu trúc và trạng thái Trái Đất và các hành tinh.
Trong địa vật lý thăm dò, nghiên cứu dị thường trọng là nội dung của thăm dò trọng lực, phục vụ khảo sát địa chất tổng quát, tìm kiếm dầu khí, tìm kiếm khoáng sản, điều tra địa chất môi trường và tai biến tự nhiên,...

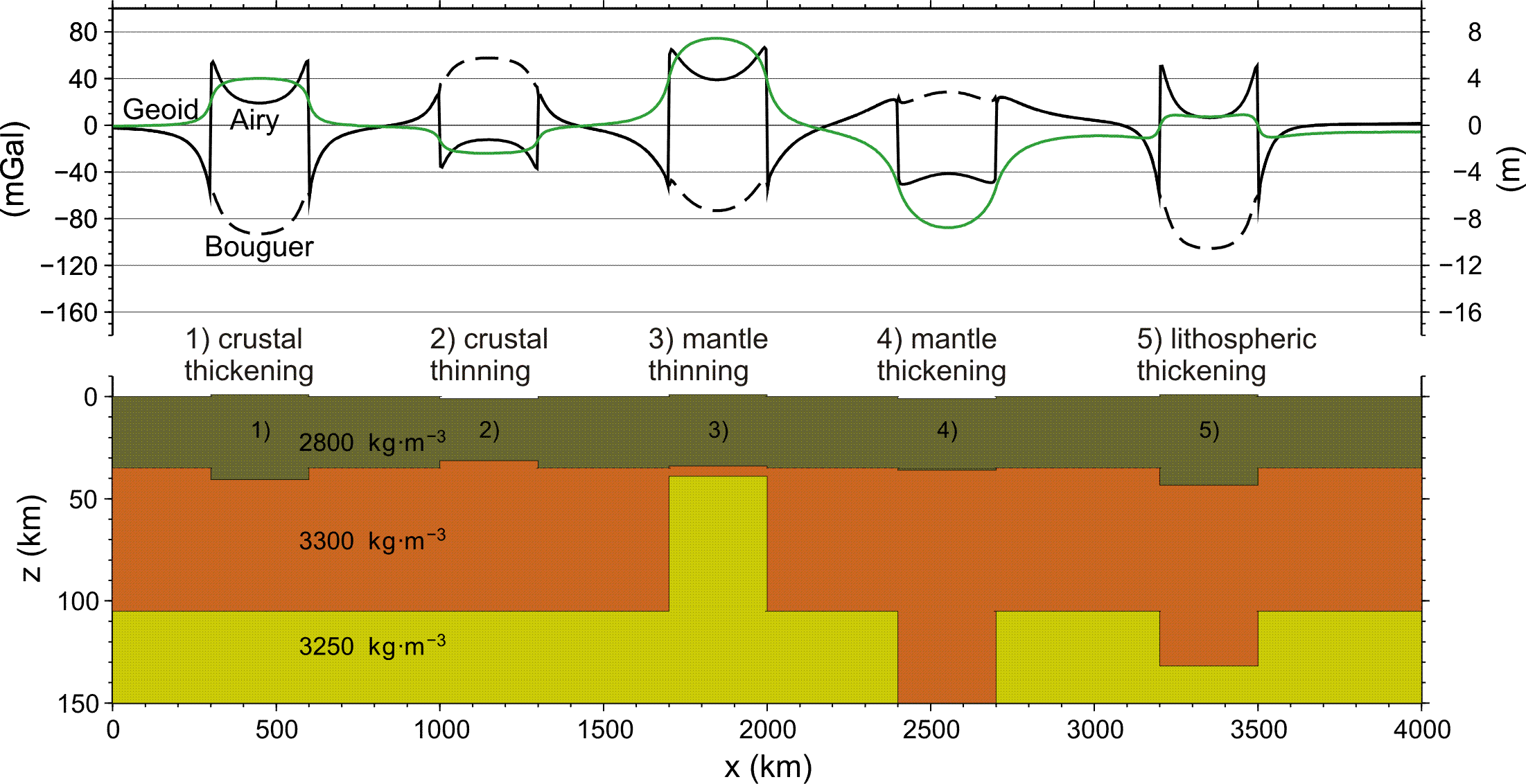
Các dị thường của trọng lực và của geoid gây ra bởi sự thay đổi của bề dày thạch quyển và của vỏ Trái Đất so với hình mẫu mốc.

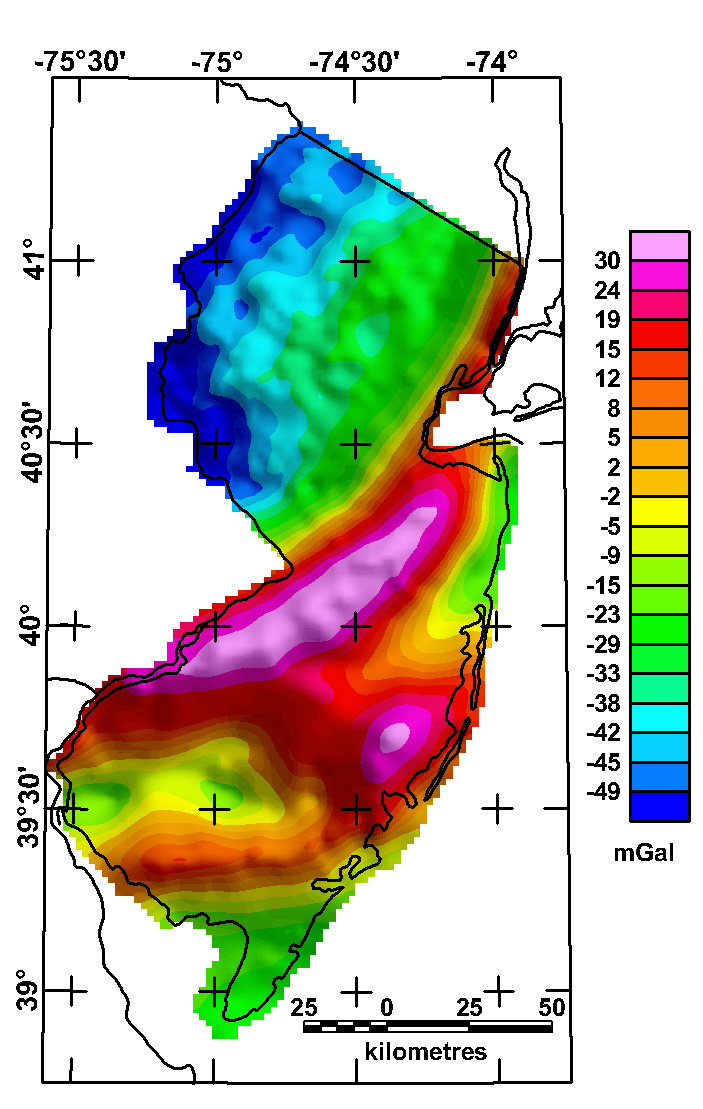
Bản đồ dị thường trọng lực (Bouguer) ở bang New Jersey (USGS).